# تشان هين كونغ
تشان هين كونغ (بالصينية: 陳衍光) هو لاعب كرة قدم صيني في مركز الدفاع، ولد في 27 فبراير 1988 في الأقاليم الجديدة في الصين. شارك مع منتخب هونغ كونغ لكرة القدم. أما مع النوادي، فقد لعب مع نادي سيتيزن.

## وصلات خارجية
- تشان هين كونغ على موقع قاعدة بيانات كرة القدم.إي يو (الإنجليزية)
- تشان هين كونغ على موقع Soccerway.com (الإنجليزية)